# Casa Caçador (Vic)
La Casa Caçador és una casa amb elements barrocs i eclèctics de Vic (Osona) protegida com a Bé Cultural d'Interès Local.

## Descripció
Edifici de planta baixa i tres pisos superiors. Les obertures es distribueixen simètricament amb eixos verticals. Aquestes són de llinda plana amb carreus de pedra en els brancals. Es combinen finestres amb balcons volats i baranes de ferro forjat. L'aspecte actual és fruit de diverses intervencions al llarg dels segles.